# Nile Rodgers

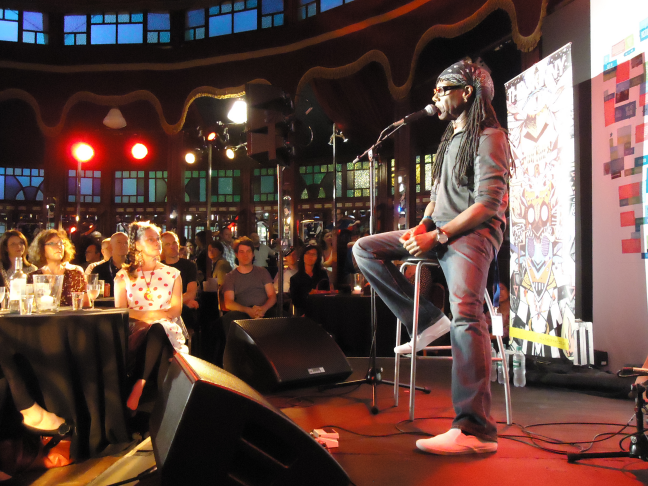
Rodgers praat over zijn boek op het Edinburgh International Book Festival, 2012

Nile Rodgers (New York, 19 september 1952) is een Amerikaans musicus, componist, arrangeur, gitarist en producer. Hij is de oprichter van de Amerikaanse disco/funk band Chic in 1976.

## Loopbaan
Hij begon zijn carrière in de Sesame Street-band en later werkte hij in de huisband van het Apollo Theater in Harlem. In 1970 ontmoette hij bassist Bernard Edwards en samen vormden ze de band The Boiz, later bekend onder de naam the Big Apple Band, waarmee ze in New York optraden. Eind jaren 1970 formeerden ze samen de groep Chic. Deze groep had zijn eerste wereldhit met het nummer Le Freak.
In de jaren 1980 was Rodgers ook als producer actief. Zo bezorgde hij de Franse zangeres Sheila met haar groep Sheila B. Devotion een wereldhit met het nummer Spacer uit het door hem geproduceerde album King of the World, en was de producent onder andere van David Bowie's zeer succesvolle album Let's Dance (1983) en Madonna's doorbraakalbum Like a Virgin (1984) en het album Notorious van Duran Duran. In 1996 werd Rodgers door Billboard Magazine geëerd als Top Producer in the World. Na de aanslagen van 11 september begon hij het We Are Family-project. De gelijknamige song die hij met Edwards voor Sister Sledge had geschreven, werd opnieuw opgenomen, nu met meer dan 200 muzikanten en beroemdheden.
Net als zijn ouders raakte Rodgers aan de drank en heroïne. Pas toen hij besefte dat de verdovende middelen zijn muzikaliteit bedreigden, besloot hij ermee te stoppen. Eind 2010 werd bij Rodgers prostaatkanker geconstateerd.
In 2013 verleende Rodgers zijn medewerking aan de zomerhit van Daft Punk, Get Lucky. Op het album Random Access Memories is hij ook te horen in het nummer Lose Yourself to Dance en Give Life Back to Music. In 2024 verschijnt er ook een bijdrage van hem op de track Honey Boy van Purple Disco Machine.

## Politiek
Rodgers was in de jaren 1970 actief betrokken bij de Black Panther Party.

## Discografie

### Albums
| Album met eventuele hitnotering(en) in de Nederlandse Album Top 100 | Datum van verschijnen | Datum van binnenkomst | Hoogste positie | Aantal weken | Opmerkingen                                 |
| ------------------------------------------------------------------- | --------------------- | --------------------- | --------------- | ------------ | ------------------------------------------- |
| Up all night - The greatest hits                                    | 26-07-2013            | 14-09-2013            | 86              | 2            | Nile Rodgers presents The Chic Organisation |
| It's about time                                                     | 28-09-2018            | 06-10-2018            | 66              | 1            | Nile Rodgers & Chic                         |

| Album met hitnotering(en) in de Vlaamse Ultratop 200 albums | Datum van verschijnen | Datum van binnenkomst | Hoogste positie | Aantal weken | Opmerkingen                                 |
| ----------------------------------------------------------- | --------------------- | --------------------- | --------------- | ------------ | ------------------------------------------- |
| Up all night - The greatest hits                            | 2013                  | 03-08-2013            | 66              | 12           | Nile Rodgers presents The Chic Organisation |
| It's about time                                             | 2018                  | 06-10-2018            | 25              | 4            | Nile Rodgers & Chic                         |

### Singles
| Single met eventuele hitnotering(en) in de Nederlandse Top 40 | Datum van verschijnen | Datum van binnenkomst | Hoogste positie | Aantal weken | Opmerkingen              |
| ------------------------------------------------------------- | --------------------- | --------------------- | --------------- | ------------ | ------------------------ |
| Future funk                                                   | 2016                  | 12-03-2016            | tip17           | -            | met Nicky Romero         |
| Give me your love                                             | 2016                  | 23-04-2016            | tip6            | -            | met Sigala & John Newman |
| For Life                                                      | 2024                  | 19-04-2024            | 28              | 11           | met Kygo & Zak Abel      |

| Single met hitnotering(en) in de Vlaamse Ultratop 50 | Datum van verschijnen | Datum van binnenkomst | Hoogste positie | Aantal weken | Opmerkingen                             |
| ---------------------------------------------------- | --------------------- | --------------------- | --------------- | ------------ | --------------------------------------- |
| Baby                                                 | 2008                  | 16-08-2008            | tip7            | -            | met Leki                                |
| Together                                             | 2013                  | 21-12-2013            | tip78           | -            | met Sam Smith, Disclosure & Jimmy Napes |
| Love sublime                                         | 2014                  | 18-01-2014            | tip34           | -            | met Tensnake & Fiora                    |
| I'll be there                                        | 2015                  | 28-03-2015            | tip9            | -            | met Chic                                |
| Pressure off                                         | 2015                  | 10-10-2015            | tip88           | -            | met Duran Duran & Janelle Monáe         |
| Give me your love                                    | 2016                  | 23-04-2016            | tip1            | -            | met Sigala & John Newman                |
| Telepathy                                            | 2016                  | 20-08-2016            | tip             | -            | met Christina Aguilera                  |
| Fantasy                                              | 2017                  | 16-09-2017            | tip10           | -            | met George Michael                      |
| Till the world falls                                 | 2018                  | 30-06-2018            | tip16           | -            | met Chic, Mura Masa, Cosha & Vic Mensa  |
| Summer lover                                         | 2019                  | 20-04-2019            | tip             | -            | met Oliver Heldens & Devin              |
| For Life                                             | 2024                  | 26-04-2024            | 22              | 10           | met Kygo & Zak Abel                     |

## Autobiografie
- Nile Rodgers, Le Freak: an upside down story of family, disco and destiny, 2011, ISBN 978-0385529655